# Goerodes japonicus
Goerodes japonicus är en nattsländeart som först beskrevs av Tsuda 1936.  Goerodes japonicus ingår i släktet Goerodes och familjen kantrörsnattsländor. Inga underarter finns listade i Catalogue of Life.